# 楊冠政
楊冠政（1929年10月8日—2015年11月15日），中華民國學者，曾任中華民國教育部高等教育司司長，並被譽為「中華民國環境教育之父」。在國立臺灣師範大學任教期間創設了科學教育研究中心、環境教育中心、生物研究所以及環境教育研究所。畢生致力於推動環境教育、培育環境教育人才與環境教育研究。

## 學術生涯
楊冠政最初就讀福建省國立第一僑民師範學校，畢業後至臺灣省立臺北師範學校附屬小學任教。之後不斷進修，取得國立臺灣師範大學博物學系（今生命科學系）學士、國立臺灣大學植物研究所碩士。1961年赴加拿大英屬哥倫比亞大學留學，後在植物系取得博士學位、前往美國加州大學洛杉磯分校擔任博士後研究員。1969年返回國立臺灣師範大學任教，直至退休。期間擔任過師範大學生物系系主任、生物所所長、理學院院長、科學教育中心主任、教務長、環境教育中心主任及環境教育所所長等職務。

## 教育推動
楊冠政致力於科學教育與環境教育的推動，亦曾擔任中華民國教育部高等教育司司長、學術審議委員會執行秘書、科學教育指導委員會諮詢委員、環境教育委員會委員、環境保護小組顧問，以及中華民國行政院國家科學委員會科學教育處諮詢委員。

### 科學教育推動
楊冠政於1974年推動創立了國立臺灣師範大學科學教育中心，並繼而促使該校科學教育研究所與1986年成立。創辦中華民國科學教育學會，並創立了《科學教育月刊》。

### 環境教育推動
1988年，楊冠政又於國立臺灣師範大學推動設立了環境教育中心，為國內首個環境教育專門中心。1993年又創立了全球第一個環境教育研究所，即國立臺灣師範大學環境教育研究所。創辦及中華民國環境教育學會，並創立了《環境教育季刊》。其也參與了推動並促使中華民國環境教育法於2011年通過實行。 

## 獲獎
- 內政部一等役政獎章：1981年獲頒內政部一等役政獎章[8]。
- 二等環境保護專業獎章：1999年獲頒行政院環境保護署二等環保專業獎章[9]。
- 學術類一等環境保護專業獎章：2015年過世後，環保署追贈學術類一等環境保護專業獎章。

## 著作
- 《環境教育》[10]
- 《環境倫理學概論》[11]